# Umar Karami
Umar Abd al-Hamid Karami, Omar Abdul Hamid Karami (arab. عمر كرامي) (ur. 7 września 1934, zm. 1 stycznia 2015 w Bejrucie) – libański polityk, dwukrotny premier Libanu (1990–1992, 2004–2005).
Pochodził z rodziny o politycznych tradycjach – ojciec Abd al-Hamid Karami kierował rządem libańskim przez kilka miesięcy 1945, brat Raszid Karami był premierem ośmiokrotnie.
Zajął się polityką po śmierci brata (zamordowanego w 1987). W okresie 24 grudnia 1990 – 13 maja 1992 był po raz pierwszy premierem; jednocześnie od 1991 deputowanym do parlamentu z Trypolisu. Ponownie stanął na czele rządu libańskiego w październiku 2004. Jest zwolennikiem silnych wpływów syryjskich na politykę Libanu; po zabójstwie jego poprzednika na stanowisku premiera Haririego, o które oskarżano Syryjczyków, Karami podał się do dymisji pod koniec lutego 2005. Próbował jeszcze sformować rząd jedności narodowej, ale ostatecznie ustąpił 13 kwietnia 2005 i został zastąpiony przez Nadżiba Mikatiego.
Zmarł po długiej chorobie 1 stycznia 2015. Po śmierci Karamiego w Libanie wprowadzono trzydniową żałobę narodową w dniach 2–4 stycznia 2015.